# Мікроскопічний аналіз
Мікроскопічний аналіз (англ. microscopic analysis; нім. mikroskopische Analyse f) – вимірювання розмірів частинок під мікроскопом і класифікація їх на групи у вузьких межах певних розмірів (для матеріалів крупністю від 50 мкм до десятих часток мкм).
Мікроскопічний аналіз проводять за допомогою мікроскопів різної конструкції. Техніка мікроскопічного аналізу в значній мірі визначається морфологією лікарської рослинної сировини. Для приготування мікропрепаратів тверду лікарську сировину спочатку розм'якшують різними способами: кип'ятять у воді або витримують у суміші вода—гліцерин—спирт. Листки та квітки просвітлюють. Для цього сировину кип'ятять у 3-5%-му розчині калію або натрію гідроксиду. З підготовленого матеріалу готують поверхневі (тонкі листки, квітки) мікропрепарати, а також поздовжні чи поперечні зрізи (кора, підземні органи, насіння, шкірясті листки тощо). Іноді препарати забарвлюють спеціальними реактивами, які наведено в АНД (з метою кращого дослідження основних діагностичних ознак).